# II Liga Aragonesa de Futbol Americano
La II Liga Aragonesa de Futbol Americano è la 2ª edizione del campionato di football americano organizzato dalla FAFA..

## Squadre partecipanti
| Club                                 | Città                 | Stadio | Sponsor ufficiale | Risultato nella stagione 2022 |
| ------------------------------------ | --------------------- | ------ | ----------------- | ----------------------------- |
| Cantabria Bisons                     | Santander             |        |                   |                               |
| Extremadura Nómadas                  | Almendralejo          |        |                   |                               |
| Guadalajara Stings                   | Guadalajara           |        |                   |                               |
| Mercenarios de Villamayor de Gállego | Villamayor de Gállego |        |                   |                               |
| Valladolid Penguins                  | Valladolid            |        |                   |                               |

### Stagione regolare

#### Calendario

##### 1ª giornata
| Santander 13 novembre 2022, ore 12:00 | Cantabria Bisons | 26 – 33 referto | Valladolid Penguins | Campo de rugby IMD "Ruth Beitia" |

| Villamayor de Gállego 13 novembre 2022, ore 12:00 | Mercenarios de Villamayor de Gállego | 63 – 7 referto | Extremadura Nómadas | Campo de Fútbol Tarba |

##### 2ª giornata
| 26 novembre 2022, ore 16:00 | Valladolid Penguins | 10 – 7 referto | Guadalajara Stings |  |

| 27 novembre 2022, ore 12:00 | Extremadura Nómadas | 0 – 53 referto | Cantabria Bisons |  |

##### 3ª giornata
| Guadalajara 11 dicembre 2022 | Guadalajara Stings | – referto | Extremadura Nómadas | Campo de Fútbol Municipal Pedro Escartín |

##### 4ª giornata
| Santander 18 dicembre 2022 | Cantabria Bisons | – referto | Mercenarios de Villamayor de Gállego | Campo de rugby IMD "Ruth Beitia" |

##### 5ª giornata
| 15 gennaio 2023 | Extremadura Nómadas | – referto | Valladolid Penguins |  |

| Villamayor de Gállego 15 gennaio 2023 | Mercenarios de Villamayor de Gállego | – referto | Guadalajara Stings | Campo de Fútbol Tarba |

##### 6ª giornata
| 28 gennaio 2023 | Valladolid Penguins | – referto | Mercenarios de Villamayor de Gállego |  |

| Guadalajara 29 gennaio 2023 | Guadalajara Stings | – referto | Cantabria Bisons | Campo de Fútbol Municipal Pedro Escartín |

##### 7ª giornata
| 11 febbraio 2022 | Valladolid Penguins | – referto | Cantabria Bisons |  |

| 12 febbraio 2023 | Extremadura Nómadas | – referto | Mercenarios de Villamayor de Gállego |  |

##### 8ª giornata
| Guadalajara 26 febbraio 2023 | Guadalajara Stings | – referto | Valladolid Penguins | Campo de Fútbol Municipal Pedro Escartín |

| Santander 26 febbraio 2023 | Cantabria Bisons | – referto | Extremadura Nómadas | Campo de rugby IMD "Ruth Beitia" |

##### 9ª giornata
| 11 marzo 2023 | Extremadura Nómadas | – referto | Guadalajara Stings |  |

| Villamayor de Gállego 12 marzo 2023 | Mercenarios de Villamayor de Gállego | – referto | Cantabria Bisons | Campo de Fútbol Tarba |

##### 10ª giornata
| 25 marzo 2022 | Valladolid Penguins | – referto | Extremadura Nómadas |  |

| Guadalajara 26 marzo 2023 | Guadalajara Stings | – referto | Mercenarios de Villamayor de Gállego | Campo de Fútbol Municipal Pedro Escartín |

##### 11ª giornata
| Santander 16 aprile 2023 | Cantabria Bisons | – referto | Guadalajara Stings | Campo de rugby IMD "Ruth Beitia" |

| Villamayor de Gállego 16 aprile 2023 | Mercenarios de Villamayor de Gállego | – referto | Valladolid Penguins | Campo de Fútbol Tarba |

#### Classifica
La classifica della regular season è la seguente:
- PCT = percentuale di vittorie, G = partite giocate, V = partite vinte,  P = partite perse, PF = punti fatti, PS = punti subiti

| Pos. | Squadra                              | PCT   | G | V | N | P | PF | PS  |
| ---- | ------------------------------------ | ----- | - | - | - | - | -- | --- |
| 1    | Mercenarios de Villamayor de Gállego | 1.000 | 1 | 1 | 0 | 0 | 63 | 7   |
| 2    | Valladolid Penguins                  | 1.000 | 2 | 2 | 0 | 0 | 43 | 33  |
| 3    | Cantabria Bisons                     | .500  | 2 | 1 | 0 | 1 | 79 | 33  |
| 4    | Guadalajara Stings                   | .000  | 1 | 0 | 0 | 1 | 7  | 10  |
| 5    | Extremadura Nómadas                  | .000  | 2 | 0 | 0 | 2 | 7  | 116 |

## Playoff

### Tabellone
|  | Semifinali | Semifinali | Semifinali |  |  | II Final de la LAFA | II Final de la LAFA | II Final de la LAFA |  |
|  |            |            |            |  |  |                     |                     |                     |  |
|  | 1          | TBD        |            |  |  |                     |                     |                     |  |
|  | 1          | TBD        |            |  |  |                     |                     |                     |  |
|  | 4          | TBD        |            |  |  |                     |                     |                     |  |
|  | 4          | TBD        | TBD        |  |  |                     |                     |                     |  |
|  |            |            |            |  |  |                     |                     |                     |  |
|  |            |            | TBD        |  |  |                     |                     |                     |  |
|  | 2          | TBD        |            |  |  |                     |                     |                     |  |
|  | 2          | TBD        |            |  |  |                     |                     |                     |  |
|  | 3          | TBD        |            |  |  |                     |                     |                     |  |

### Semifinali
| 2023 | TBD | – | TBD |  |

| 2023 | TBD | – | TBD |  |

### II Final de la LAFA
| 2023 | TBD | – | TBD |  |

## II Final de la LAFA

### Verdetti
- TBD Campioni della LAFA.